# Атакент (посёлок)
Атакент (каз. Атакент, до 1998 г. — Ильич) — посёлок в Мактааральском районе Туркестанской области Казахстана. Административный центр и единственный населённый пункт Атакентской поселковой администрации. Находится примерно в 20 км к северо-востоку от районного центра, посёлка Мырзакент. Код КАТО — 514459100.
В посёлке находится железнодорожная станция (Мактаарал) на линии Джизак—Сырдарьинская.

## История
Постановлением ВЦИК РСФСР от 1 ноября 1932 г. хутор «Ильич», расположенный на территории Пахтааральского хлопкового совхоза, отнесен к категории рабочих посёлков с сохранением наименования. Тем же постановлением рабочий посёлок «Ильич» был выделен в самостоятельную административно-территориальную единицу с непосредственным подчинением Южно-Казакстанскому облисполкому, в административном отношении Ильичевскому поселковому совету были переданы в подчинение хутора Пахта-Аральского хлопководческого совхоза, расположенные в радиусе до 15 км от этого посёлка.
В 1944—1963 годах Ильич был центром Ильичёвского района.
Указом Президиума Верховного Совета Казахской ССР от 26 января 1963 года Пахтааральский район был передан в состав Узбекской ССР.
28 июня 1971 года Президиум Верховного Совета СССР издал указ «О частичном изменении границы между Узбекской ССР и Казахской ССР», в соответствии с которым в состав Казахской ССР были возвращены территории Кировского и Пахтааральского районов.

## Население
В 1999 году население посёлка составляло 13 620 человек (6589 мужчин и 7031 женщина). По данным переписи 2009 года, в посёлке проживали 16 402 человека (7937 мужчин и 8465 женщин).

## Климат
В Атакенте субтропический континентальный климат. Классификация климатов по Кёппену — Csa. Среднегодовая температура в городе — 15,8 °C. Среднегодовая норма осадков — 425.1 мм.
| Показатель                                                                                               | Янв. | Фев. | Март | Апр. | Май  | Июнь | Июль | Авг. | Сен. | Окт. | Нояб. | Дек. | Год   |
| --- | ---- | ---- | ---- | ---- | ---- | ---- | ---- | ---- | ---- | ---- | ----- | ---- | ----- |
| Средняя температура, °C                                                                                  | 2,0  | 4,1  | 10,4 | 17,2 | 22,2 | 27,1 | 28,9 | 26,8 | 21,8 | 15,1 | 9,6   | 4,8  | 15,8  |
| Норма осадков, мм                                                                                        | 53,1 | 50,3 | 69,6 | 64,3 | 36,1 | 7,3  | 5,8  | 0,9  | 4,6  | 36,7 | 44,1  | 52,3 | 425,1 |
| Источник: http://www.weatherbase.com/weather/weather.php3?s=602881&cityname=Ilyich-Ongt%FCstik-Qazaqstan |      |      |      |      |      |      |      |      |      |      |       |      |       |

## Экономика
Хлопкоочистительный завод.

## Культура и спорт
В посёлке Атакент находится музей хлопководства Махтааральского района.
В Атакенте находится офис футбольного клуба «Мактаарал», выступающего в Премьер лиге Казахстана.